# Гаврилюк Йосип Федорович
Йо́сип Фе́дорович Гаврилю́к (1 січня 1946, Велика Чернявка, Житомирська область — 12 лютого 2024, Чернівецька область) — український поет, публіцист, краєзнавець. Член Національної спілки журналістів України. Автор двох путівників «Новоселиця».

## Біографія
Закінчив факультет журналістики Київського університету. Вірші, оповідання і гуморески друкувалися в обласних газетах «Молодогвардієць», «Прапор перемоги», «Луганская правда» (Луганськ), «Молодий буковинець» (Чернівці). Його нариси вміщено в колективних збірках «Удостоєні найвищої нагороди», «В єдиному народногосподарському плані», які вийшли у світу видавництві «Карпати». Разом з журналістом В. Михайловським здійснив літературний запис документальної повісті «Росяні світанки» доярки колгоспу «Дружба народів» Новоселицького району Л. О. Главицької.

## Видані книги
- Гаврилюк Йосип. Новоселиця: Путівник. — Ужгород: Карпати, 1980.
- Гаврилюк Йосип, Риндюк Олексій. Мій рідний край, моя земля: Нарис про Новоселицький район. — Новоселиця, 1997.